# Burgstall Bach (Todtenweis)
Der hochmittelalterliche Burgstall Bach (Schlossberg) liegt etwa 300 Meter südwestlich des Todtenweiser Ortsteiles Bach im Landkreis Aichach-Friedberg in Schwaben. Auf dem Geländesporn hat sich nur der Erdkegel der Hauptburg erhalten.

## Geschichte
Die Anhöhe scheint bereits während der Jungsteinzeit besiedelt oder gelegentlich aufgesucht worden zu sein. Zwischen 1975 und 1977 konnten einige Gefäßscherben und ein Hornsteinkratzer dieser Zeitstellung im Burggraben geborgen werden.
Der Ort Bach erscheint erstmals 1280 im Urbar Herzog Ludwigs des Strengen. 1343 saß ein Nikolaus Stumpf als herzoglicher Dienstmann auf dem Hof „ze dem Bach“, um 1420 wird ein Wilhelm Sandizeller erwähnt, dessen Bruder in erster Ehe mit einer Dorothea von Holzheim „am Pach“ verheiratet war.
Im Jahr 1435 veräußerte Lienhart Stumpf zu Bach die Hofmark für 400 Pfund Pfennig an die „Stiftung der sechzehn Psalteristen“ zu Ingolstadt, behielt sich aber das lebenslange Nutzungsrecht vor. Hierzu verpflichtete er sich zu einer jährlichen Zinsabgabe von 25 Pfund und 5 Schilling Pfennig. 1453 kaufte die Stiftung dieses „Leibgeding“ für 60 Pfund Pfennig zurück. 
1490 wurde die Stiftung vom Herzog an die Universität Ingolstadt (Hohe Schule) weitergegeben, der die Herrschaft Bach bis in die Neuzeit zugehörig war.
Die alte Hofmarksburg über den beiden Höfen des Ortes wurde wohl bereits im 14. Jahrhundert verlassen. Eine 1964 festgestellte Brandschicht deutet auf einen gewaltsamen Untergang der Veste, die wahrscheinlich nur durch Palisaden befestigt war. Möglicherweise zerstörten Augsburger Truppen die kleine Burg während des Städtekrieges von 1387 bis 1389. Der Heimatforscher Böheimb will im 19. Jahrhundert noch einige Grundmauern aus Backstein gesehen haben.
1963 bzw. 1973 wurde das Bodendenkmal durch die Anlage einer östlichen Zufahrt und die Anlage eines Forstweges im Grabenbereich beeinträchtigt. Heute ist das Burgareal dicht bewaldet und nicht überall begehbar.

## Beschreibung
Der Burgplatz liegt auf einem knapp 480 Meter hohen Sporn der Lechleite und wird durch einen bogenförmigen, bis zu fünf Meter tiefen Graben vom Hügelrücken abgetrennt. Der Graben lief ursprünglich um den gesamten Burgkegel, ist aber im Westen am Steilhang zu einer breiten Berme verflacht.
Der unregelmäßig ovale Erdkegel der Hauptburg (ca. 45 × 60 Meter) überragt das Vorgelände um etwa zwei Meter. Von der Grabensohle aus gemessen ergibt sich eine Wallhöhe von bis zu sieben Metern. Im Norden und Westen schützen Steilhänge die Anlage.
Der Halsgraben wird auf der Nordwestseite von einem Außenwall begleitet, der stellenweise noch etwa zwei Meter Höhe erreicht. Durch den Wegebau wurde dieser Wall jedoch weitgehend eingeebnet. Auf der Südwestseite des nahezu ebenen Innenraumes deuten zwei Gruben auf den Standort von Gebäuden hin. Hier sind auch Dachziegelreste dokumentierbar.
Im Vorgelände sind keine eindeutigen Geländemerkmale einer ehemaligen Vorburg erkennbar. Allerdings springt etwa 120 Meter südlich der Burgstelle ein kleines, ebenes Plateau aus der Hangkante. Hubert Raab deutete diesen Vorsprung 2008 "mit aller Vorsicht" als Vorburg der Hofmarksburg. Die topographische Situation macht dies durchaus plausibel, zumal auch der mutmaßliche Zugang zur Hauptburg hier an der südlichen Hangkante lag. Beim Wegebau wurde nach 2000 der Außenwall westlich des Zuganges durchbrochen. Hierbei fand man Bruchstücke von halbrunden Dachpfannen, die auf eine Turmstelle hindeuten.
Das Tor der Kernburg dürfte ursprünglich auf der Südseite gelegen haben. Hier wird ein kleiner Geländeeinschnitt von einer der beiden Gruben – vielleicht einer Turmstelle – begleitet. Der Wirtschaftshof der Burg lag unterhalb in Bach, die Burgmühle nördlich am Edenhauser Bach.
Die ehemalige Hofmarksburg auf dem Schlossberg ist die nördlichste der drei Wehranlagen im Todtenweiser Gemeindegebiet. Ungefähr einen Kilometer südlich haben sich die weitläufigen Erdwerke der mutmaßlichen Ungarnschutzburg
Pfarrerschanze erhalten. Weitere 1000 Meter südlich verbirgt der Wald den großen Burgstall Sand, eine wohl ebenfalls frühmittelalterliche Befestigungsanlage, die im Hochmittelalter als Vogtburg der Wittelsbacher weitergenutzt wurde.
Das Bayerische Landesamt für Denkmalpflege verzeichnet das Bodendenkmal als mittelalterlichen Burgstall unter der Denkmalnummer D 7-7431-0015.